# Phylica spicata
Phylica spicata är en brakvedsväxtart som beskrevs av Carl von Linné d.y.. Phylica spicata ingår i släktet Phylica och familjen brakvedsväxter. Utöver nominatformen finns också underarten P. s. piquetbergensis.